# Basri Dirimlili
Basri Dirimlili (7. června 1929 Silistra – 14. září 1997) byl turecký fotbalista a trenér narozený v Bulharsku. Hrál na pozici středního obránce. Převážnou část své kariéry strávil ve Fenerbahçe Istanbul. Turecko reprezentoval v 25 zápasech a nedal ani jeden gól. Účastnil se MS 1954. Zemřel 14. září 1997 ve věku 68 let.

## Klubová kariéra
Svou kariéru otevřel v roce 1950 v klubu Eskişehir Demirspor. Po třech sezónách v Eskişehiru přestoupil v roce 1953 do Fenerbahçe Istanbul. V sezóně 1958/59 vyhrál poprvé tureckou ligu. V sezóně 1960/61 opět vyhrál s Fenerbahce tureckou ligu. Za Fenerbahce odehrál 187 zápasů a vstřelil 8 gólů, patří k nejlepším obráncům v historii tohoto klubu. V roce 1963 přestoupil do prvoligového tureckého klubu Karşıyaka SK, kde odehrál pouze 2 zápasy. Po sezóně 1963/64 ukončil kariéru.

## Reprezentační kariéra
Za Turecko odehrál 25 zápasů a netrefil se v nich ani jednou. Účastnil se LOH 1952, kde Turecko došlo do čtvrtfinále, kde prohráli 1:7 s Maďarskem. Poté se účastnil MS 1954, kde odehrál 3 zápasy. V prvním zápase prohráli se Západním Německem 1:4. V druhém zápase porazili Jižní Koreu 7:0 a jelikož měli stejně bodů jako Němci, o postupu rozhodl dodatečný zápas, který Turci prohráli 2:7. Účastnil se i 1. kola Eura 1960, kde Turci vypadli po výsledcích 0:3 a 2:0 s Rumunskem.

## Trenérská kariéra
Trénoval turecké kluby Feriköy, Vefa S.K., Samsunspor a Istanbulspor.